# Лициний Мацер Калв
Гай Лициний Мацер Калв (на латински: Gaius Licinius Macer Calvus; * 82 пр.н.е.; † 47 пр.н.е.) e оратор и поет на Древен Рим.

## Биография
Син е на историка Гай Лициний Мацер (претор 68 пр.н.е.), член на фамилията Лицинии, клон Мацер-Калви.
Приятел е на поета Катул и последовател на неговия стил и тематика. Калв е оратор от Атицизъмския (Атика) модел и противник на школата на Азианизъма (Мала Азия).
Известни са 21 негови речи, от които три са против Публий Вациний. Като поет – неотерик пише епосa Io (Ио), също елегии и епиграми.
Калф е наречен от Катул salaputium disertum (умеещ да говори лилипут), вероятно защото е бил нисък.

## Издания
- F. Plessis издава 1896 г. Фрагменти от неговите произведения.
- Willy More (Hg.): Fragmenta poetarum latinorum, 1927.
- E. Malcovati (Hg.): Oratorum romanorum fragmenta, 1967.